# 雅克·嬌蘭
雅克·愛德華·嬌蘭（法語：Jacques Edouard Guerlain，1874年10月7日—1963年5月2日）是法国调香师，是嬌蘭香水家族的第三代传人和品牌的首席调香师。
作为嬌蘭家族最著名的成员，他所创造出超过80瓶香水至今仍为人称道，包括1925的一千零一夜 (香水)、蓝调时光（L'Heure Bleue，1912)、蝴蝶夫人 (香水)等等。